# Li Guojun
Li Guojun, född 21 mars 1966 i Shanghai, är en kinesisk före detta volleybollspelare. Hon blev olympisk bronsmedaljör i volleyboll vid sommarspelen 1988 i Seoul.